# Damasus (jogász)
Damasus (12. század? 13. század?) jogász
Magyar jogász, az Árpád-korban élt. Irodalmi munkásságáról Andreae János, a decretalisok 14. századi compilatora ekkép emlékezik meg: Damasus fecit summam super una compilatione et librum quaestionum super multis decretalibus et Brocarda et hunc allegat glo. II. in decretalibus ad haec de rescriptis. Ezen munkája 1567-ben Bázelben Azo, Brocardica juris című művébe felvétetett.
Damasus a 12. és 13. század fordulóján Bolognában tevékenykedett, amely ekkoriban a római és kánonjog tanulmányozásának központja volt. Munkássága révén hozzájárult a kánonjog oktatásának fejlődéséhez és elterjedéséhez Európában. Tanítványai között volt Goffredus Tranensis (más néven Goffredus de Trano), aki később a középkori kánonjog egyik legjelentősebb glosszátora lett. Goffredus műveiben gyakran hivatkozik Damasusra, mint "magnus doctor"-ra, azaz "nagy tanárra", ami Damasus szakmai tekintélyét tükrözi. 